# Lijst van computerjargon
Dit is een alfabetisch gesorteerd overzicht van computerjargon.

## 0-9
- 19 inchrek: een gestandaardiseerde ophangmogelijkheid voor modulaire computerapparatuur zoals servers en netwerkhardware.

## A
- Accelerated Graphics Port (AGP): een poort op het moederbord van een computer die plaats biedt voor een grafische kaart.
- Accumulator: een register waarin rekenkundige en logische tussenresultaten worden opgeslagen.
- Advanced Configuration and Power Interface (ACPI): een standaard voor besturingssystemen voor het beheer van systeemhardware.
- ATX: een standaard vormfactor voor moederborden en voedingen.

## B
- Beeldscherm: elektronisch apparaat dat wordt gebruikt als uitvoermedium van een computer voor het weergeven van computerbeelden.
- Buffer: is een deel van het computergeheugen waarin gegevens geplaatst kunnen worden om later uitgelezen te worden. Het wordt ingezet om het schrijven en lezen van gegevens niet tegelijk plaats te laten vinden. Het gebruik van een buffer noemt men buffering of bufferen.
- Bus: een gemeenschappelijk transportmedium voor elektronische signalen binnen een computersysteem.

## C
- Cache: een tijdelijk geheugen voor gegevens om zo directer en sneller toegang tot deze data mogelijk te maken.
- Cd-r: een optische schijf waarop computergegevens opgeslagen kunnen worden. Deze gegevens kunnen eenmalig worden geschreven en zijn vele malen te lezen.
- Cd-rom: een compact disc die in een computer kan worden gelezen en die meestal computerprogramma's of -gegevens bevat.
- Cd-rw: een optische schijf die zoals bij een magnetische schijf vele malen beschreven en overschreven kan worden.
- Chipset: term om de geïntegreerde schakelingen aan te duiden die in samenwerking met de processor wordt gebruikt op een bepaald moederbord.
- Cloudcomputing: het via het internet beschikbaar stellen van gegevens. Deze gegevens kunnen overal en op elk computersysteem worden geraadpleegd en bijgewerkt.
- Computerkast: een omhulsel dat de belangrijkste componenten van een computer bevat, vaak gemaakt van aluminium of plastic.
- Core: een chip waarop meerdere kernprocessors zijn geplaatst. Voordelen hiervan zijn dat relatief veel snelheid gewonnen kan worden met een geringe investering.
- CPU: een CPU of processor, of in het Nederlands centrale verwerkingseenheid (cve) genoemd, is een stuk hardware in een computer dat instaat voor basisbewerkingen en -controle bij het uitvoeren van programmacode.

## D
- Direct Memory Access (DMA): maakt het mogelijk om data direct over te brengen van een niveau in de geheugenhiërarchie met een minimale tussenkomst van de centrale processor.
- DisplayPort: een open audio- en videostandaard voor de overdracht van beeldsignalen, maar kan ook geluid overbrengen (bijvoorbeeld tussen computer en beeldscherm).
- Dots per inch (dpi): een eenheid van de resolutie van een invoer- of uitvoereenheid. Dpi staat voor het aantal punten per inch (2,54 cm).
- Dual in-line memory module (DIMM): SDRAM-modules die het werkgeheugen van een computersysteem vormen. Hebben in tegenstelling tot SIMM aan beide kanten van het printplaatje aansluitcontactpunten.
- Dynamic random-access memory (DRAM): een type RAM waarbij iedere informatiebit als een elektrische lading in een kleine condensator van een adresseerbare geheugencel wordt opgeslagen.

## E
- Easter egg: een grap of een verborgen boodschap die in een computerprogramma, website, computerspel, dvd, cd of afbeelding verwerkt is.
- Emulator: een computerprogramma of stukje hardware dat het mogelijk maakt een computersysteem na te bootsen in een eigen of nieuwe omgeving, om programma's te gebruiken, die voor een andere computer ontwikkeld zijn.
- Extensible Firmware Interface (EFI): is een softwarematige koppeling tussen het besturingssysteem en de firmware van het computersysteem. Opvolger van het verouderde BIOS.

## F
- Foolproof (idiootbestendig): een term die zoveel betekent als "bestand tegen ondeskundig, dom of foutief gebruik".
- Fork: een nieuw proces dat een exacte kopie van zichzelf maakt en gelijktijdig of parallel wordt uitgevoerd.

## G
- Gebruikersomgeving: is de interface (tussenkoppeling) tussen een computer (of andere machine) en de mens die de computer gebruikt.

## H
- Hacken: het vinden van toepassingen die niet door de maker van het middel bedoeld zijn, speciaal met betrekking tot computers. Ten onrechte wordt de term hacking vaak gebruikt als synoniem voor computercriminaliteit, want bijvoorbeeld het gebruik van een toetsenbordcombinatie om een programma sneller te laten starten is in principe een hack.
- Homedirectory: de persoonlijke map voor het opslaan van bestanden van een gebruiker op een computersysteem of netwerk.

## K
- Kernel: het centrale deel van een besturingssysteem.

## L
- Linken: een bewerking die kan worden uitgevoerd op gecompileerde code om deze uitvoerbaar te maken. Een linker of link-editor is een programma dat meerdere uitvoermodules van een assembler samenvoegt tot een enkel uitvoerbaar programma.

## M
- Macro: een klein computerprogramma dat gedefinieerd is binnen een ander programma. De taak van een macro is om de werking (of de gebruiker) van het andere programma te ondersteunen, bijvoorbeeld door de automatisering van een aantal handelingen.
- Moederbord: is een printplaat met elektronica waarop andere (insteek-)printplaten kunnen worden gemonteerd. In essentie bevat het moederbord de belangrijkste onderdelen van een computer, zoals de processor, het werkgeheugen en interruptvoorzieningen. In de loop der jaren is steeds meer functionaliteit aangebracht, zoals geluid, netwerk en video.
- Multitasking: methode om een enkele processor schijnbaar meerdere taken (programma's of delen daarvan) tegelijkertijd te laten uitvoeren.

## O
- Opcode: is een deel van een instructie aan een computer die aangeeft welke bewerking uitgevoerd moet worden.
- Overklokken: is het verhogen van de kloksnelheid, oftewel het sneller laten werken van computeronderdelen dan binnen de specificaties van de fabrikant.

## P
- Partitie: het verdelen van een fysiek opslagmedium in twee of meer logische eenheden, alsof deze uit meerdere schijfstations bestaat. Zo'n logische eenheid wordt een partitie genoemd.
- PCI Express: een standaard voor insteekkaarten voor computers. Het vervangt twee vorige insteekkaartstandaarden: PCI en AGP.
- Peripheral Component Interconnect (PCI):  is een uitbreidingssleuf die zich op een moederbord in de computer bevindt. De sleuven kunnen worden gebruikt voor insteekkaarten zoals geluidskaarten, netwerkkaarten, RAID-controllers, televisiekaarten en videokaarten (grafische kaarten).

## R
- Random-access memory: computergeheugen waarvan iedere geheugenplaats even snel toegankelijk is. Door de hoge snelheid waarmee gegevens geschreven en gelezen kan worden, wordt dit vaak toegepast als werkgeheugen in een computersysteem.
- Realtime: een taak die wordt uitgevoerd in de echte of reële tijd, zonder of met zeer kleine tijdsvertraging.
- Reset: een reset of herstart is het opnieuw (vanaf het beginpunt) starten van een apparaat of een elektronische schakeling.

## S
- Schermafbeelding: ook wel schermafdruk of screenshot, is een statische afbeelding van wat er op een bepaald moment zichtbaar is op (een deel van) een beeldscherm.
- Screencast: een digitale opname van de achtereenvolgende beelden die op het beeldscherm te zien zijn, door gebruik te maken van speciale software. Vaak worden screencasts voorzien van commentaar van de maker.
- Single in-line memory module (SIMM): SDRAM-modules die het werkgeheugen van een computersysteem vormen. Hebben in tegenstelling tot DIMM aan een enkele kant van het printplaatje aansluitcontactpunten.
- Solid state drive (SSD): een medium waarop digitaal gegevens bewaard kunnen worden. SSD's worden voornamelijk gebruikt in computertoepassingen waar traditioneel een harde schijf als opslagmedium gebruikt werd. SSD's staan bekend om hun korte zoek- en toegangstijd.
- Streaming media: zijn media die rechtstreeks via computernetwerken (zoals het internet) worden gedistribueerd. Het proces wordt streamen genoemd. Tijdens het streamen wordt continu een gedeelte van de data in een buffer geplaatst, opdat een programma dit kan afspelen. Hierdoor kunnen de ontvangen media (video en audio) direct geconsumeerd worden zonder dat de gehele uitzending gedownload is.
- Synchronous Dynamic Random Access Memory (SDRAM): een type synchroon computergeheugen dat behoort tot de familie DRAM (dynamic random-access memory).

## T
- Tag: een (relevant) sleutelwoord of omschrijving, toegewezen aan een digitaal bestand die aanvullende informatie over het bestand geeft. Hierdoor is het eenvoudiger deze bestanden in te delen en te doorzoeken.
- Thin client: is een benaming voor kleine, relatief zwakke computers die de computercapaciteit van een server (een centrale computer) gebruiken en een enkele gebruiker tegelijk bedienen.

## U
- Universal serial bus (USB): is een standaard voor de aansluiting van randapparatuur op computers.
- Upgrade: is het vervangen van oude hardware of software door modernere hardware of software om een systeem weer actueel te maken.
- Uploaden: is het verzenden van bestanden of andere gegevens van de ene computer naar de andere computer, waarbij het initiatief van de verzendende computer uitgaat.

## V
- Virtualisatie: verwijst naar het creëren van een virtuele versie van iets. Dit wordt het meest gebruikt om gelijktijdig een besturingssysteem op computers te laten draaien die reeds een besturingssysteem hebben.
- Virtueel geheugen: een mechanisme bedoeld waarmee een besturingssysteem een deel van de harde schijf gebruikt om tijdelijk niet gebruikte gegevens te bewaren om zo meer werkgeheugen (RAM) vrij te houden voor belangrijkere zaken. Dit wordt ook wel het wisselbestand (swapfile of pagefile) genoemd.
- Virtuele machine: computerprogramma dat een computersysteem nabootst, waar andere programma's op kunnen worden uitgevoerd. Het verschil met een emulator is dat het meer gericht is op het nabootsen van een compleet computersysteem inclusief een besturingssysteem.
- Vormfactor: term om de fysieke specificaties van het moederbord aan te geven.

## W
- Werkgeheugen: is het geheugen dat het besturingssysteem ter beschikking heeft. Onderdeel van het werkgeheugen is meestal ook een gedeelte op harde schijf, dat als wisselbestand dienstdoet.